# Регіональна держава Південна Ефіопія
Регіональний штат Південна Ефіопія (амхарською: ደቡብ ኢትዮጵያ ክልላዊ መንግስት) — регіональний штат на півдні Ефіопії.  Він був утворений з південної частини регіону південних націй, національностей і народів (SNNPR) 19 серпня 2023 року після успішного проведення референдуму.
Волайта-Содо — політичний і адміністративний центр регіону. Окрім Wolaita Sodo, регіональні бюро відкрилися у п'яти містах; такі як Арба Мінч, Ділла, Джинка, Савла і Карат.

## Головний адміністратор
- Тілахун Кебеде 19 серпня 2023 р. — тепер [4]

## Адміністративні зони
У наведеному нижче списку показано заснування та новостворені зони в регіональному штаті Південна Ефіопія.
| Номер | зона                | Сидіння      |
| ----- | ------------------- | ------------ |
| 1     | Волайта             | Волайта Содо |
| 2     | Зона Гамо           | Арба Мінч    |
| 3     | Зона Гофа           | Sawla        |
| 4     | Зона Гедео          | Ділла        |
| 5     | Зона Південного Омо | Дімека       |
| 6     | Зона Арі            | Джинка       |
| 7     | Зона Консо          | Караті       |
| 8     | Зона Гардула        | Гідол        |
| 9     | Зона Бурджі         | Сояма        |
| 10    | Зона Куре           | Келе         |
| 11    | Баскето зона        | Ласка        |
| 12    | Але Зона            | Коланго      |

## зовнішні посилання
- Регіональний державний уряд Південної Ефіопії